# Pallacanestro Biella
La Pallacanestro Biella SSDARL è un club italiano di pallacanestro maschile di Biella.
Il club ha militato per 12 stagioni consecutive in Serie A, tra il 2001 e il 2013 e conta due partecipazioni alle coppe europee.
In bacheca anche una Coppa Italia DNA, vinta nella stagione 2013-14.
Al 2021-22 la prima squadra militava in Serie A2, ma una crisi finanziaria ha costretto il club a cederne il titolo sportivo allo Stella Azzurra di Roma.

## Storia

### Le origini
Negli anni cinquanta e sessanta la pallacanestro biellese era rappresentata dalla Libertas Biella, club che disputò per la prima volta la massima serie nella stagione 1960-1961.
Vi rimase per sette anni consecutivi, fino alla retrocessione nella stagione 1966-1967. Disputò per un'ottava volta il massimo campionato italiano di basket nella stagione 1970-1971.
La storia della Pallacanestro Biella, invece, inizia nel mese di giugno del 1994, quando le due maggiori società cestistiche biellesi (Biella Basket Club e Amici del Basket Biella) decisero di unire le proprie risorse umane, tecniche ed economiche per dar vita alla Associazione Sportiva Pallacanestro Biella. La nuova società acquisì il titolo sportivo di Garlasco, e si iscrisse alla Serie B2.

### Il nuovo club
Il primo colpo di mercato arriva a giugno 1994, quando Alberto Savio e Marco Atripaldi firmano un triennale con Federico Danna, già allenatore di Torino in Serie A e considerato uno dei migliori tecnici soprattutto per il lavoro con i giovani. Coach Danna infatti, oltre alla prima squadra, allena anche una squadra propaganda e supervisiona il settore giovanile. La formazione allestita per la stagione 1994/95 conclude la prima fase al 2º posto, ottenendo l'accesso alla fase finale di play-off e lotta poi fino al termine del campionato per la promozione in Serie B d'Eccellenza, senza riuscirci ma meritandosi il titolo di “squadra rivelazione” del campionato.

### 1995-1996: La prima promozione
Il roster viene reso ancora più competitivo con l'arrivo dell'esperto Giampiero Savio, giocatore dal grande passato in Serie A e già alla corte di Federico Danna a Torino. L'obiettivo di inizio anno era chiaramente uno solo: la promozione in B d'Eccellenza. L'obiettivo viene centrato tra l'entusiasmo generale, dopo un campionato condotto in testa dalla prima all'ultima giornata, con lo straordinario record di 25 vittorie su 32 partite disputate. Biella chiude la stagione regolare con 34 punti, davanti a Oderzo fermo a quota 30. Nei play-off i rossoblù diventano inarrestabili e centrano otto vittorie consecutive che significano promozione.

### 1996-1997: L'ultima di Giampi Savio
Come nella passata stagione, in estate arrivano giocatori importanti come Conti e Compagni. Ma il vero colpo di mercato arriva a gennaio, quando Federico Danna rinnova per altre due stagioni, fino al 1999. I rossoblù si trovano in un girone equilibratissimo e chiudono la stagione regolare al 7º posto, anche se si trovano a soli due punti dalla vetta della classifica. Gli scontri diretti escludono l'Ing/Fila dai play-off e la condannano addirittura ai play-out, dove vince sette gare su dieci e vince il girone. La stagione si chiude con l'addio al basket di Giampiero Savio, che all'ultima gara segna ancora quattro bombe.

### 1997-1998: La promozione in A2
Biella cambia ancora il proprio volto con l'arrivo di cinque giocatori: Piazza, Volpato, Raggi, Ogliaro e Zamberlan, che diventa presto un nuovo idolo della curva. Sarà una grande stagione per i rossoblu, che segna il ritorno in serie A dopo 27 anni. Dopo aver chiuso la prima fase in testa, vincendo 15 partite su 22, il girone successivo vede invece i rossoblu sfiorare subito la promozione, chiudendo secondi il girone e cedendo solo a gara-3 a Roseto. Biella però vince lo spareggio per il terzo posto in campo neutro a Viterbo contro Barcellona Pozzo di Gotto del futuro rossoblù Matteo Soragna. Quella vittoria vale la promozione in A2 a seguito delle rinunce di Napoli e Caserta.

Joseph Blair

### 1998-1999: Di nuovo serie A dopo 27 anni
È l'anno dell'arrivo a Biella di due dei giocatori più amati dalla tifoseria rossoblù: Joseph Blair e Nate Erdmann, che sono anche i primi americani della storia di Pallacanestro Biella. La Fila raggiunge senza troppi problemi l'obiettivo iniziale della salvezza, chiudendo in 6ª posizione su 14 squadre (nonostante avesse perso per infortunio nella fase ad orologio proprio Blair, sostituito da Hendrick), raggiungendo le semifinali. La serie contro la Scavolini Pesaro è intensissima, ma Biella la spunta a gara-4 di fronte a 3000 spettatori. La finale rimane però un tabù contro una fortissima Reggio Calabria di Manu Ginóbili, che conquista meritatamente la A1.

### 1999-2000: La semifinalethrillingcontro Jesi
Come in tradizione di Pallacanestro Biella, viene confermata la struttura portante della squadra, con Norman Nolan a sostituire Blair, Massimo Sorrentino, Cristiano Masper e il colpo Davide Pessina. La stagione viene condizionata dai tanti infortuni, e la Fila chiude la regular season all'8º posto con 18 punti. Nella seconda fase invece Biella guadagna una posizione e chiude 7ª, conquistando la semifinale. La serie contro la Jesi di Firić e Gigena è “thrilling”. I rossoblù vanno sotto 2-0, ma recuperano con due capolavori firmati Erdmann e Sorrentino. Si arriva a gara-5, con Erdmann fuori per infortunio: Jesi passa e Biella resta in A2. L'anno si chiude con l'addio di Federico Danna, che si trasferisce a Varese in A1.

### 2000-2001: L'anno dei primati
Al posto di Danna arrivano Marco Crespi nel ruolo di head-coach e Alessandro Ramagli come vice. È il preludio di un'annata che rimarrà nella storia. Arrivano giocatori di un'altra categoria come Corey Brewer, Kevin Rankin e Antonio Granger, giocatore dal talento cristallino destinato a calcare palcoscenici ben più importanti come quelli di Eurolega. La Fila domina il campionato, centrando 30 vittorie su 36 gare: è A1. Granger si impone come miglior marcatore del torneo con i suoi 25,6 punti a partita. È anche l'anno della sfida ai campionissimi della Kinder Bologna, che in quella stagione centreranno il “Grande Slam”, ma che alle Final Eight di Coppa Italia a Forlì i rossoblù costringono addirittura al supplementare.

Una schiacciata di Mike Batiste

### 2001-2002: Il primo anno in A1
Il primo anno di A1 comincia con la partenza di Crespi verso Siviglia e la promozione a head-coach di Alessandro Ramagli. Marco Atripaldi piazza tre acquisti importantissimi: il corteggiatissimo Segado “Cookie” Belcher uomo di punta del college di Nebraska, il playmaker dal grande talento offensivo “Mago” Malik Dixon, e “Tiramolla” Mike Batiste, che vedremo poi come uno dei migliori centri d'Europa al Panathinaikos campione d'Eurolega. All'ultimo minuto del mercato arriva uno dei più grandi idoli della curva: Andrea Niccolai, che con 16 punti trascina i rossoblù alla vittoria nell'esordio in A1. La Lauretana centra la salvezza con 14 vittorie e 22 sconfitte, e il 13º posto con 28 punti a +4 sulla retrocessione.

### 2002-2003: L'emozione deiplay-off
Dopo una partenza svantaggiata (1 vittoria e 8 sconfitte), la Lauretana prende il volo contro la Skipper Bologna al termine dell'andata. Tutto il talento di Jamel Thomas si accende di colpo (24 punti in 20′ contro la Fortitudo), e diventano determinanti Di Bella e, dalla panchina, Carraretto e Michelori. Il PalaPajetta diventa una fortezza quasi inespugnabile, anche grazie al duo sottocanestro formato da Jaacks e Sales. La Lauretana si conferma “ammazzagrandi”: nel ritorno cadono tutti tranne Siena e i campioni d'Italia di Treviso. Addirittura Biella centra i play-off con una giornata d'anticipo, con una vittoria di 30 punti sulla Virtus Bologna. Il cammino della Lauretana negli ottavi si chiude però alle pendici del Vesuvio in gara-3.

### 2003-2004: Biella ingrana la quinta nel ritorno
È l'ultima stagione di Matteo Soragna in rossoblù, con la sua maglia numero 7 che verrà ritirata, prima di essere poi rispolverata nell'estate del 2009, quella del ritorno. Biella chiude all'11º posto, con le vittorie di Trieste che scaccia lo spettro retrocessione, Udine e Napoli che hanno portato la Lauretana a giocarsi a Roma le chance di play-off. È l'anno di DeMarco Johnson, dell'infortunio di Belcher (sostituito da Kyle Hill), e della partenza di Carraretto (dopo la vittoria su Messina) verso il Tau di Ivanović, all'epoca incontrastato padrone della Liga. Ironia della sorte, l'ultima partita è a Treviso, con Hill che impallina da ogni parte il canestro della Benetton (10/12 da tre) e Soragna che prende confidenza con la sua nuova casa.

### 2004-2005: La salvezza all'ultimo respiro
L'anno 2004-2005 è soffertissimo, probabilmente il più complicato della storia del club, con la salvezza centrata per differenza canestri sul parquet della Climamio Bologna campione d'Italia, proprio mentre Livorno batteva Reggio Calabria. Un anno sfortunatissimo, in cui l'addio di Belcher per infortunio e il lungo k.o. di Di Bella rimangono splendide istantanee, come le vittorie casalinghe con Milano e Cantù, le prodezze di Austin, la resurrezione di Santarossa e Giovannoni, il rientro rabbioso e caparbio di capitan Di Bella, i voli di Minard ed il volto pulito di “Iceman” Black, australiano dal carattere straordinario fondamentale nel finale. Tutto fino alla festa del 30 aprile a Bologna, in cui si è festeggiato una salvezza meritata.

### 2005-2006: Dopo 11 anni Savio passa la presidenza a Verzoletto
Si volta nuovamente pagina, con Di Bella che va a Bologna, Bougaïeff a Casale, Minard a Reggio Emilia, via anche Jaacks e Austin, e Aguiar che va a guadagnarsi minuti a Sassari. Ma a cambiare non è soltanto la squadra: dopo 11 anni di presidenza, Alberto Savio comunica il suo “passo indietro”, facendo spazio a Stefano Verzoletto, altro imprenditore biellese appassionato e tifoso, già nella compagine societaria rossoblù. Arriva Damon Williams, uno dei killer di Biella l'anno precedente, l'esperto e carismatico Frosini, il piemontese Garri, l'esuberante Cotani, il talentuoso Bremer, il cecchino Joe Smith e Thabo Sefolosha, primo rossoblù ad essere successivamente chiamato al Draft NBA. Cambia anche il main sponsor, che diventa Angelico. La stagione si chiude con l'8º posto e l'eliminazione ai quarti contro la Climamio.

### 2006-2007: Bechi e i 600 di Bologna
Ramagli saluta dopo 5 intensi e bellissimi anni, ma in panchina si parla sempre livornese, con Luca Bechi promosso a capo-allenatore. La squadra è rivoluzionata: restano capitan Frosini e Cotani, a loro si affiancano Barlera, il giovane Porta da Livorno e il play della nazionale tedesca Roller. Sul fronte USA iniziano la stagione Coppenrath, Daniels e il duo da Louisville Gaines-Dean. A gennaio Ganeto va a Casale e Dean vola in Russia. Al loro posto tornano due amatissimi ex: Jamel Thomas e Stephen Black. Con loro Biella raggiunge la più alta classifica terminando 6ª e incrociando la Virtus nei quarti di finale: la partenza col botto della vittoria in gara-1 entusiasma e galvanizza i rossoblù, che arrivano a gara-5 a Bologna davanti a oltre 600 tifosi rossoblù. Biella scrive così un'altra bellissima pagina della sua storia, che registra anche l'addio di Atripaldi verso Treviso.

### 2007-2008: Un girone d'andata da secondi della classe
Daniele Baiesi raccoglie il testimone di Atripaldi, mentre Bechi costruisce una squadra giovane e piena di entusiasmo, ripartendo da Cotani, Barlera e dalla classe '83 italiana con Rosselli, Daniele Cinciarini e Santolamazza, a cui si aggiungerà a novembre Spinelli. Dall'estero arrivano prospetti interessanti come Jerebko, mentre gli americani sono tre esordienti provenienti dalla NBDL: Troy Bell, B.J. Elder e Kevinn Pinkney, più Brandon Hunter. La partenza è sopra ogni attesa e l'Angelico taglia alcuni storici traguardi, come il 2º posto al termine dell'andata e la semifinale di Coppa Italia (k.o. contro la vincitrice Avellino). Nel ritorno si verifica un calo fisiologico, anche per la gioventù e l'inesperienza. A marzo Langford rimpiazza Bell (che va anche lui a Casale). L'obiettivo di inizio stagione della salvezza è raggiunto con largo anticipo insieme ad alcune grandi vittorie, come con Milano e la Fortitudo, che impreziosiscono la stagione.

### 2008-2009: La marcia su Roma e la semifinale scudetto
È l'estate dei grandi ritorni. Comincia Atripaldi, che rientra nel ruolo di Presidente, continuano Garri, Smith e Gaines. A loro si aggiungono Aradori, Gist e Plaisted, quest'ultimo subito k.o. e sostituito dal guerriero sloveno Jurak, che completa il reparto lunghi con Brunner. Il 1º marzo 2009 l'esordio al nuovissimo Biella Forum viene bagnato dalle sette triple di Aradori e da una larga vittoria contro Montegranaro. Sei vittorie consecutive regalano il 7º posto e i quarti contro Roma, con cui si arriva a gara-5. È il 26 maggio 2009: Biella espugna il PalaEur seguita da oltre 200 tifosi e conquista la storica semifinale contro l'Armani Jeans Milano. Dopo aver sfiorato in gara-1 la vittoria, l'Angelico pareggia la serie in una gara-2 giocata in un Biella Forum stracolmo, che esplode quando Spinelli segna il canestro decisivo nel supplementare. Gara-4 è l'epilogo della stagione rossoblù: il Biella Forum è ancora una volta gremito, ma Biella resiste per metà partita. Da pelle d'oca l'ultimo minuto, con tutto il pubblico in piedi a tributare una meritatissima standing ovation.

### 2009-2010: Dall'Europa alla salvezza all'ultimo secondo
Una stagione che ha dell'incredibile. La fortuna volta le spalle ai rossoblù fin dall'inizio. Plisnić si infortuna in preparazione e resta fuori fino a marzo e viene sostituito da Schultze, mentre Jones, re delle schiacciate in NBA nel 2004, fa solo intravedere sprazzi della sua classe prima che la spalla lo obblighi a chiudere anzitempo la stagione. Il suo sostituto Dominique Coleman viene presto scartato in favore del nuovo arrivo Díaz che si infortuna dopo poche partite. A turno saltano qualche gara anche Smith e Matteo Soragna, rientrato alla base ed entrato di nuovo in possesso della sua maglia numero 7. Nonostante tutto l'Angelico si presenta all'Europa con 4 vittorie su 6 gare, che però non bastano a passare il turno (è l'unica eliminata in Eurocup con 8 punti). In campionato la squadra risente dei troppi cambiamenti e arriva a giocarsi la salvezza all'ultima giornata contro il Ferrara degli ex Spinelli e Schultze (nel frattempo passato in Emilia). Lo “spareggio” è da cardiopalma e vede i rossoblù trionfare al termine di una gara difficilissima.

### 2010-2011: Un'altra salvezza al cardiopalma
Un'altra stagione al cardiopalma, culminata per il secondo anno consecutivo con la salvezza all'ultima giornata. Un team giovane e arrembante, allenato per la prima volta da coach Massimo Cancellieri, di rientro da Veroli e alla sua prima esperienza in Serie A. Una squadra capace di prestazioni super, come la incredibili vittorie a Treviso, Varese e Milano, e debacle improvvise, guidato in cabina di regia dal play “genio e sregolatezza” Édgar Sosa e ben coadiuvato dall'atletismo di Jeff Viggiano e dall'esplosività di Marc Salyers e Goran Suton. L'inizio di stagione è molto promettente, con i rossoblù che conquistano per la terza volta l'accesso alle Final Eight di Coppa Italia, quest'anno a Torino dove cade pesantemente contro Cantù con un passivo di 29 punti. Al giro di boa però le cose cambiano e la squadra entra in una serie negativa che la porta al penultimo posto. Nel momento più critico però i ragazzi sfoderano le prestazioni migliori: vittoria in casa contro la diretta rivale Brindisi dell'ex coach Luca Bechi, seguita tre giorni dopo dal successo a Montegranaro, con cui si evita anche il problema “wild-card”. Pallacanestro Biella può così festeggiare l'undicesimo anno consecutivo in Serie A.

### 2011-2012: Una meritata salvezza
Della squadra dell'anno precedente vengono confermati capitan Soragna, Chessa, Jurak e "the king" Aubrey Coleman. Il roster viene completato con il rokie Jacob Pullen, gli europei Miralles e Dragićević e l'oriundo Tavernari.
Dopo un buon inizio con 7 vittorie e 3 sconfitte, i rossoblù si perdono in 5 sconfitte di fila. Si arriva così al 15 gennaio: davanti a 5000 persone gli uomini di Cancellieri battono Milano 84-76. Il girone di ritorno si chiuderà con 5 vittorie, tra cui la vittoria salvezza contro la Junior Casale.

### 2012-2013: La retrocessione
Dalla stagione precedente vengono confermati capitan Soragna, Jurak, Chrysikopoulos e Laganà; "Tommo" Raspino fa rientro dal prestito a Omegna e arrivano sotto il Mucrone gli americani Robinson, Brackins, Moore, Mavunga (questi ultimi due sono rookie) e il serbo Jaramaz.
Dopo un inizio non molto esaltante (1 vinta su 7, in casa contro Caserta), la squadra di Cancellieri vince con Avellino e Venezia, ma la crisi ripiomba ancora più forte. Nonostante cinque tagli e gli innesti di Rochestie e degli ex Trey Johnson e Kevinn Pinkney, la squadra si trova al giro di boa all'ultimo posto. Nel ritorno saranno solo tre le vittorie (Bologna e Cantù in casa, Caserta in trasferta) e il 14 aprile, dopo la sconfitta in quel di Brindisi e la contemporanee vittorie di Pesaro e Bologna, anche la matematica sancisce la retrocessione dei piemontesi, con 3 giornate d'anticipo, dopo 12 anni di Serie A.

### 2013-2014: La "rinascita" in DNA Gold e la Coppa Italia
Biella-Trento 100-94

Eurotrend Pallacanestro Biella: Murta ne, Chillo 4, Raspino 22, Infante 12, Lombardi 6, Berti 3, Voskuil 27, De Vico, Hollis 26, Bloise ne. All.: Corbani.

Dopo l'amara retrocessione, è tempo di voltare pagina e ripartire: La squadra si iscrive al campionato di Divisione Nazionale A Gold (la ex Legadue), il secondo campionato italiano, nato dopo la riforma dell'estate 2013. 
Dopo gli addii di Cancellieri e Atripaldi, Gabriele Fioretti diventa il nuovo gm, Giovanni D'Adamo è il nuovo ad, e come coach viene ingaggiato il milanese Fabio Corbani. Il roster vede le conferme di Laganà, Raspino e De Vico, a cui si aggiungono i biellesi Lombardi e Murta (in prestito nella passata stagione rispettivamente a Brescia e ad Alba), Chillo da Imola, Infante da Veroli, gli americani Voskuil e Hollis, e l'italo-americano Mathis da Capo d'Orlando, che però, a due giorni dal ritiro, lascerà la squadra per motivi famigliari, comportando l'arrivo dell'ex Veroli Simone Berti.
Fin dall'inizio c'è molto scetticismo sulla squadra, tanto che le statistiche pre-campionato la vedono in lotta per non retrocedere.
Dopo la sconfitta alla prima contro Veroli, i rossoblù infilano una serie di 5 vittorie consecutive (tra cui i derby con Torino e Casale). Al termine del girone d'andata, il team di Corbani è secondo in classifica, in virtù del quale potrà giocarsi le Final Six di Coppa Italia.
Il girone di ritorno inizia molto male (4 k.o.), ma i ragazzi riescono a ritrovare la fiducia, tornando a macinare punti importanti.
Nel derby con Casale, alla 23ª giornata, Laganà si infortuna gravemente, e al suo posto arriva Bloise da Cantù.
Si arriva intanto al week-end del 7-9 marzo, quello della Final Six a Rimini: dopo aver sconfitto l'Orlandina in semifinale, l'Angelico (targata per l'occasione "Eurotrend") in finale ha anche la meglio sulla favorita Trento, portando così a casa, davanti a 400 biellesi giunti in Romagna per l'occasione, uno storico risultato.
La stagione regolare, che intanto prosegue, si conclude a fine aprile, con la squadra al quarto posto, classificata per i play-off.
Gli accoppiamenti vedono i lanieri contro la Manital Torino: dopo la vittoria in gara 1, i rossoblù, ormai stremati da una lunga stagione, vengono sconfitti dai colleghi torinesi nelle altre tre gare della serie.
L'11 maggio, dopo l'84-79 di gara 4, termina la stagione di Biella: un'annata da incorniciare, sia per il gioco che per la coppa, ottenuti soprattutto grazie al talento dei giovani giocatori, alla capacità di coach Corbani di creare un gruppo molto unito, e ai tifosi sempre presenti.

### 2014-2015: Quinto posto in A2 Gold e l'esperienza in Eurochallenge
Nonostante la permanenza nella seconda serie nazionale, la vittoria della Coppa Italia LNP della passata stagione, apre inaspettatamente le porte dell'Europa all'Angelico Biella che non si fa trovare impreparata e coglie al volo l'occasione decidendo di accettare le sfida e partecipare all'EuroChallenge. Confermata buona parte del roster della scorsa stagione, che sarà ancora guidato da coach Fabio Corbani, tutto ruota ancora una volta attorno alla stella di Alan Voskuil, che sceglie di restare a Biella ancora un anno, trascinato dall'affetto dimostratogli dalla tifoseria. Partito invece Damian Hollis, l'altro slot da americano sarà occupato da B.J. Raymond. Il delicato ruolo di play è invece affidato all'emergente Tommaso Laquintana, in prestito da Capo d'Orlando. In Europa Biella fa la sua bella figura, concludendo il girone con 9 punti a pari merito con Anversa che però passa il turno. Le altre squadre erano la blasonata Le Mans e i finlandesi del KTP di Kotka. In campionato, le grandi prestazioni dei due americani Alan Voskuil (che però si infortuna nel corso della stagione e sarà sostituito da Kyle Johnson) e B.J. Raymond, portano la squadra al 5º posto finale che regala per il secondo anno consecutivo i play-off ai lanieri. Agli ottavi, contro Treviglio (DNA Silver), Biella passa il turno al meglio delle 3 gare (2-1), per poi uscire di scena ai quarti di finale nel derby piemontese contro Casale (1-3 per la Junior).

### 2015-2016: Nella "Western conference" della pallacanestro italiana
A seguito della riorganizzazione della Serie A2 della pallacanestro italiana, con la divisione su due gironi, Biella si trova inserita per questa stagione nel raggruppamento Ovest, assieme ad altre tre squadre piemontesi: Casale, Omegna e Tortona. In estate viene attuata una drastica rifondazione del roster. Della passata stagione rimangono i soli Niccolò De Vico e Luca Infante. Si punta quindi sugli americani Jazzmarr Ferguson e Marcel Jones, mentre in panchina, dopo aver salutato coach Corbani, si siede l'emergente Michele Carrea. L'inizio di stagione è difficilissimo. Quattro sconfitte nelle prime quattro partite portano all'immediato taglio di Jones, e all'ingaggio dell'esperto Mike Hall, vecchia conoscenza del basket italiano (Milano e Teramo), con qualche presenza persino in NBA ai Washington Wizards. L'impatto di Hall si fa subito sentire e nelle successive 4 gare Biella porta a casa i primi due successi, contro la corazzata Ferentino) e la capolista Agropoli, facendo ben sperare per il prosieguo della stagione. Il campionato prosegue con grande equilibrio e poco distacco fra le prime e le ultime della classe. Ogni partita può essere vinta, ma Biella fatica a trovare i due punti, fino alle tre vittorie consecutive di inizio 2016 contro Siena, Agrigento e Casale che danno un po' di respiro ai Lanieri. Il 18 gennaio 2016 viene poi tagliato il play Alessandro Grande a favore dell'italoargentino Ariel Svoboda. Altre due vittorie proiettano l'Angelico ad un passo dalla zona play-off, ma il 31 gennaio la squadra perde per il resto della stagione Mike Hall, prontamente sostituito con l'ala piccola britannica William Saunders in uscita da Casale. Nella vittoria casalinga contro Rieti del 14 febbraio 2016, la curva Barlera dedica una speciale coreografia proprio a Mike Hall.
La salvezza è matematica con tre giornate d'anticipo, ma non riesce per soli due punti l'approdo ai play-off; Biella termina la stagione al decimo posto con 28 punti, frutto di 14 vittorie e 16 sconfitte.

## Partecipazioni ai campionati
| Livello | Categoria                  | Partecipazioni | Debutto   | Ultima stagione | Totale |
| 1°      | Serie A                    | 12             | 2001-2002 | 2012-2013       | 12     |
| 2°      | Serie A2                   | 11             | 1998-1999 | 2021-2022       | 12     |
| 2°      | Divisione Nazionale A Gold | 1              | 2013-2014 | 2013-2014       | 12     |
| 3°      | Serie B d'Eccellenza       | 2              | 1996–1997 | 1997–1998       | 2      |
| 4°      | Serie B2                   | 2              | 1994–1995 | 1995–1996       | 2      |

## Palazzetto
La Pallacanestro Biella nei primi anni della sua storia giocò le gare casalinghe al PalaPajetta.
Nel 2009 si trasferì nel nuovo Palacoop, oggi Biella Forum.
La tifoseria organizzata si concentra nella tribuna verde detta “Curva Barlera”.

## Roster 2021-2022
Aggiornato al 29 settembre 2021.
|    | Naz.                   | Ruolo | Sportivo               | Anno | Alt. | Peso |  |
| -- | ---------------------- | ----- | ---------------------- | ---- | ---- | ---- |  |
| 7  | Italia (bandiera)      | G     | Antonio Jacopo Soviero | 2001 | 190  | 85   |  |
| 8  | Italia (bandiera)      | P     | Gianmarco Bertetti     | 2001 | 177  | 71   |  |
| 10 | Italia (bandiera)      | AC    | Luca Infante           | 1982 | 206  | 109  |  |
| 11 | Italia (bandiera)      | G     | Carlo Porfilio         | 2001 | 195  | 80   |  |
| 15 | Italia (bandiera)      | PG    | Tommaso Bianchi        | 1996 | 193  | 80   |  |
| 16 | Italia (bandiera)      | AG    | Luca Vincini           | 2003 | 203  | 95   |  |
| 18 | Italia (bandiera)      | P     | Tommaso Lanzi          | 2002 | 185  | 90   |  |
| 20 | Italia (bandiera)      | G     | Matteo Pollone         | 1999 | 190  | 81   |  |
| 36 | Italia (bandiera)      | C     | Alessandro Morgillo    | 1999 | 204  | 95   |  |
| 41 | Stati Uniti (bandiera) | G     | Kenny Hasbrouck        | 1986 | 191  | 88   |  |
| 44 | Stati Uniti (bandiera) | AC    | Steven Davis           | 1993 | 203  | 100  |  |

### Staff tecnico
Allenatore:   Andrea Zanchi
Assistente:    Andrea Niccolai
Assistente:   
Preparatore Fisico:    Roberto Marocco
Fisioterapista:    Pier Paolo Bruzzi "Poppi"

### Organigramma societario
Presidente:   Antonio Trada
General Manager:    Damiano Olla
Team Manager:   
Responsabile Comunicazione:    Vanessa Valli
Sales & Sponsorship:    Niccolò Bosio
Responsabile Settore Giovanile:    Claudio Carofiglio
Ticketing & Operations Manager:    Vanessa Valli
Segreteria:    Manuela Gromo
Responsabile Amministrativa:    Paola Pavesi

## Presidenti e Allenatori
- 1994-2005 -  Alberto Savio
- 2005-2008 -  Stefano Verzoletto
- 2008-2010 -  Marco Atripaldi
- 2010-2012 -  Antonio Forni
- 2012-2019 -  Massimo Angelico
- 2019-oggi -  Antonio Trada

- 1994-2000 -  Federico Danna
- 2000-2001 -  Marco Crespi
- 2001-2006 -  Alessandro Ramagli
- 2006-2010 -  Luca Bechi
- 2010-2013 -  Massimo Cancellieri
- 2013-2015 -  Fabio Corbani
- 2015-2019 -  Michele Carrea
- 2019-2020 -  Paolo Galbiati
- 2020-2022 -  Iacopo Squarcina

## Cestisti più rappresentativi
| - Nicola Minessi 5 stagioni: '98-'01, '10-'12 - Nate Erdmann 2 stagioni: '98-'00 - Joseph Blair 1 stagione: '98-'99 - Norman Nolan 1 stagione: '99-'00 - Matteo Soragna 8 stagioni: '00-'04, '09-13 - - Kevin Rankin 2 stagioni: '00-'02 - Antonio Granger 1 stagione: '00-'01 - Corey Brewer 1 stagione: '00-'01 - Cookie Belcher 4 stagioni: '01-'05 - Malik Dixon 1 stagione: '01-'02 - Michael Batiste 1 stagione: '01-'02 - Fabio Di Bella 3 stagioni: '02-'05 - Jacob Jaacks 2 stagioni: '02-'03, '04-'05 - Jamel Thomas 2 stagioni: '02-'03, '06-'07 | - Pietro Aradori 2 stagioni: '08-'10 - Brooks Sales 2 stagioni: '02-'04 - Marco Carraretto 2 stagioni: '02-'04 - DeMarco Johnson 1 stagione: '03-'04 - Kyle Hill 1 stagione: '03-'04 - Mario Austin 1 stagione: '04-'05 - Ricky Minard 1 stagione: '04-'05 - Stephen Black 1 stagione: '04-'05 - Damon Williams 1 stagione: '05-'06 - Thabo Sefolosha 1 stagione: '05-'06 - Luca Garri 3 stagioni: '05-'06, '08-'10 - J.R. Bremer 1 stagione: '05-'06 - Erik Daniels 1 stagione: '06-'07 - Reece Gaines 2 stagioni: '06-'07, '08-'09 | - Pascal Roller 1 stagione: '06-'07 - Troy Bell 1 stagione: '07-'08 - Daniele Cinciarini 1 stagione: '07-'08 - Kevinn Pinkney 2 stagioni: '07-'08, '12-13 - Jonas Jerebko 2 stagioni: '07-'09 - James Gist 1 stagione: '08-'09 - Sven Schultze 1 stagione: '09-'10 - Édgar Sosa 1 stagione: '10-'11 - Goran Jurak 4 stagioni: '08-'09, '10-'13 - Aubrey Coleman 2 stagioni: '11-'12 - Jacob Pullen 1 stagione '11-'12 - Damian Hollis 1 stagione: '13-'14 - Alan Voskuil 2 stagioni: '13-'15 - B.J. Raymond 1 stagione: '14-'15 | - Mike Hall 2 stagioni: '15-17 - Jazzmarr Ferguson 3 stagioni: '15-18 - Albano Chiarastella 2 stagioni: '17-'19 |

## Sponsor
- 1994-1998: Ing Sviluppo
- 1998-2001: Fila
- 2001-2005: Lauretana
- 2005-2017: Angelico
- 2017-2018: Eurotrend
- 2018-: Edilnol

## Palmarès
- Coppa Italia LNP: 1

2014